# JR East série EV-E301
La série EV-E301 (EV-E301系, EV-E301-kei) est un type de rame automotrice à batteries exploitée par la compagnie East Japan Railway Company (JR East) au Japon.

## Description
La série comprend quatre exemplaires de 2 voitures fabriqués par J-TREC.
Les rames sont équipées de batteries lithium-ion d'une capacité de 190 kWh qui permettent d'alimenter l'ensemble du train et d'assurer la traction sur les lignes non électrifiées. Sur les lignes électrifiées, la rame est alimentée par la caténaire via les pantographes, ce qui permet également de recharger les batteries.

## Histoire
Le premier exemplaire de la série EV-E301 est entré en service le 15 mars 2014. La série a remporté un Laurel Prize en 2015.

## Affectation
Les rames de la série EV-E301 circulent sur la ligne Karasuyama, non électrifiée, et sur la ligne principale Tōhoku entre  Hōshakuji et Utsunomiya.

## Galerie photos

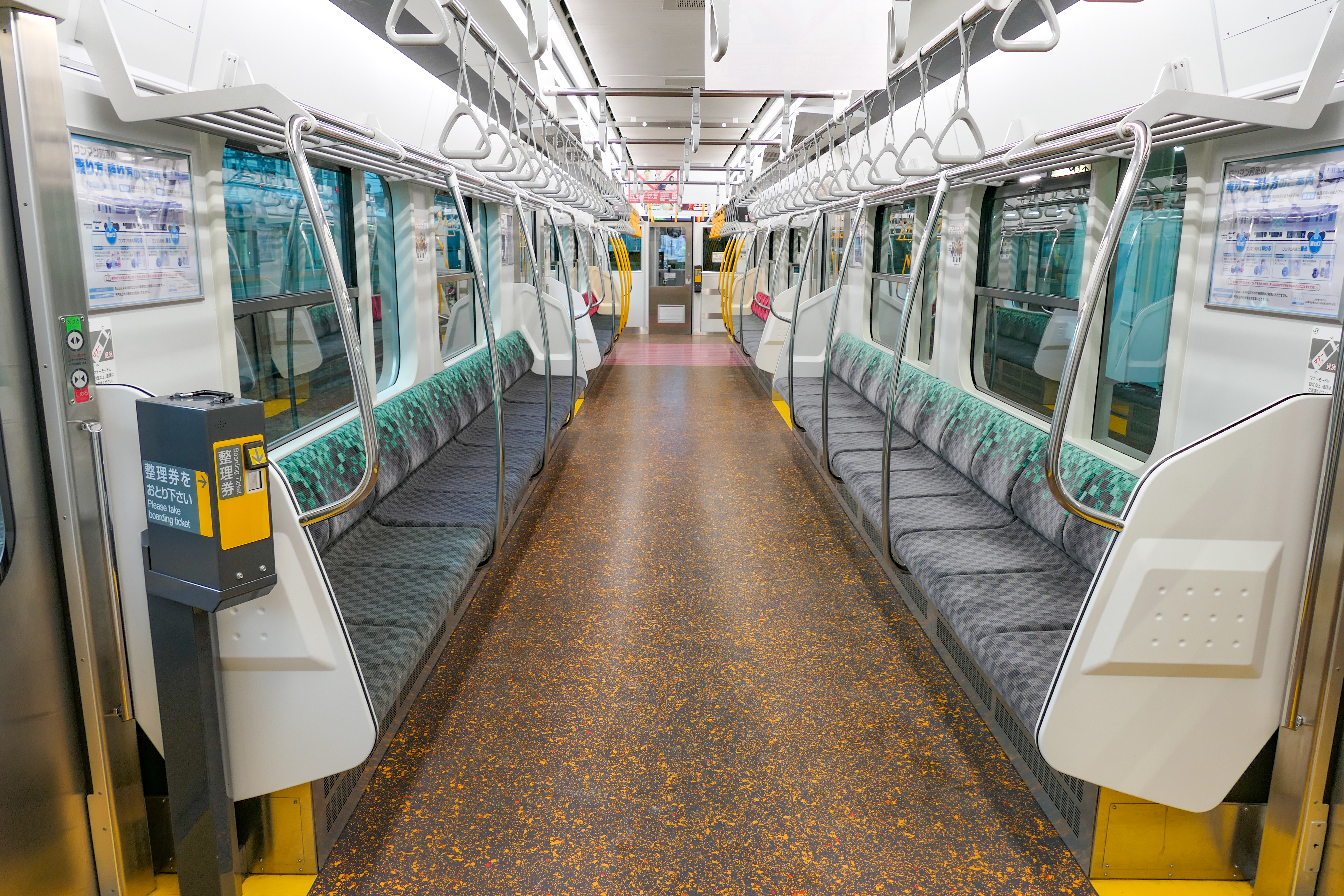
Intérieur d'une voiture.
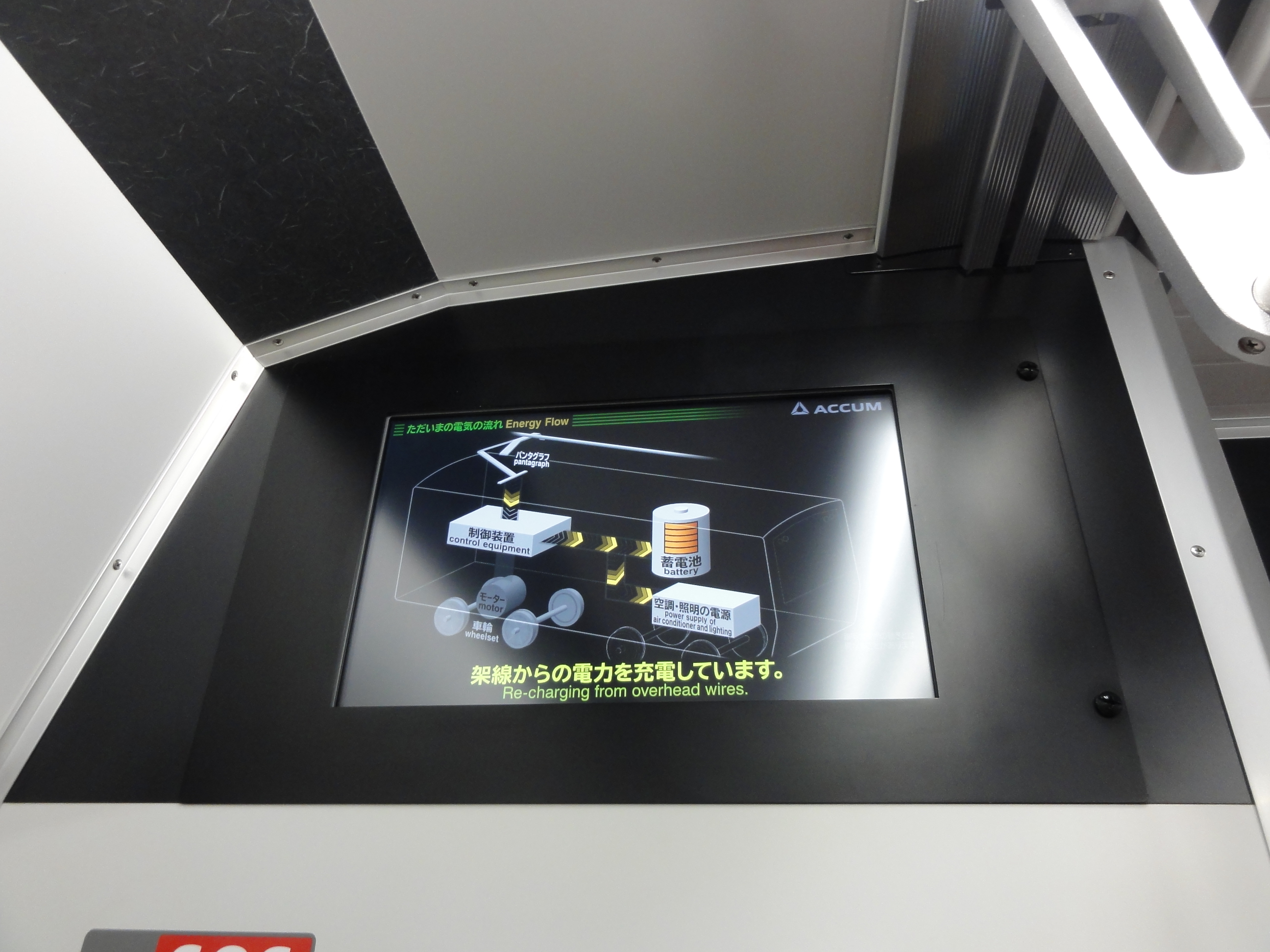
Ecran LCD présentant le système de batteries.
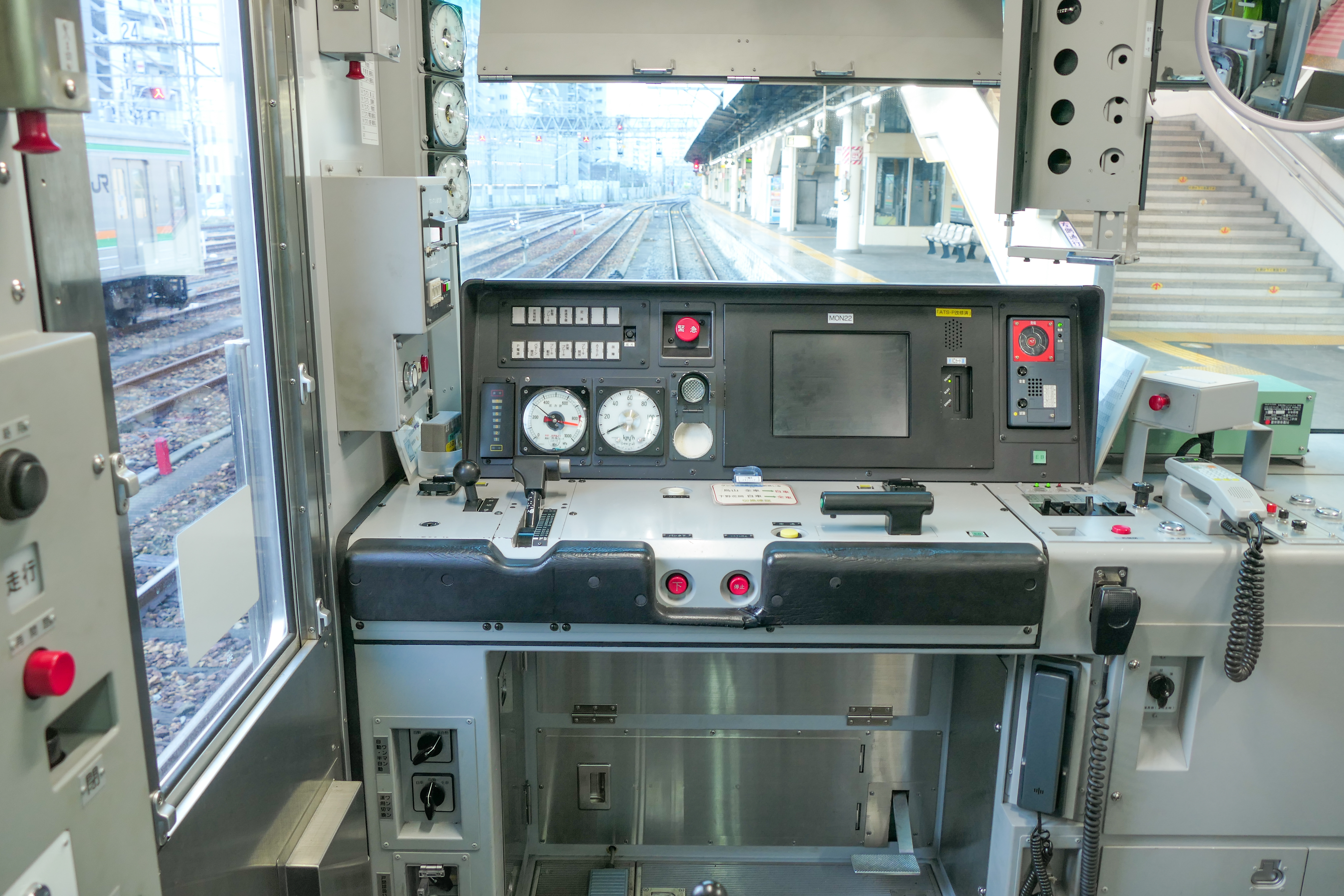
Cabine de conduite.